# دانفيل (إلينوي)
دانفيل (بالإنجليزية: Danville, Illinois)‏ هي مدينة تقع في مقاطعة فيرميليون، إلينوي بولاية إلينوي في الولايات المتحدة. تبلغ مساحتها (كم²)، وترتفع عن سطح البحر م، بلغ عدد سكانها 33027 نسمة في عام 2010 حسب إحصاء مكتب تعداد الولايات المتحدة .

## التركيبة السكانية
حدّد مكتب تعداد الولايات المتحدة بيانات التركيبة السكانية لدانفيل في تعداد الولايات المتحدة. في ما يلي، التركيبة السكانية حسب تعدادي 2000 و2010.

### تعداد عام 2000
بلغ عدد سكان دانفيل 33,904 نسمة بحسب تعداد عام 2000، وبلغ عدد الأسر 13,327 أسرة وعدد العائلات 8,155 عائلة مقيمة في المدينة. في حين سجلت الكثافة السكانية 722.7 نسمة لكل كيلومتر مربع (1,871.8/ميل2). وبلغ عدد الوحدات السكنية 14,886 وحدة بمتوسط كثافة قدره 317.3 لكل كيلومتر مربع (821.8/ميل2).
وتوزع التركيب العرقي للمدينة بنسبة 70.19% من البيض و24.37% من الأمريكيين الأفارقة و0.21% من الأمريكيين الأصليين و1.20% من الأمريكيين ذوي الأصول الآسيوية و0.03% من سكان جزر المحيط الهادئ و2.09% من الأعراق الأخرى و1.92% من عرقين مختلطين أو أكثر و4.57% من الهسبانيون أو اللاتينيون من أي عرق.
بلغ عدد الأسر 13,327 أسرة كانت نسبة 31.9% منها لديها أطفال تحت سن الثامنة عشر تعيش معهم، وبلغت نسبة الأزواج القاطنين مع بعضهم البعض 42% من أصل المجموع الكلي للأسر، ونسبة 15.1% من الأسر كان لديها معيلات من الإناث دون وجود شريك،  بينما كانت نسبة 4.1% من الأسر لديها معيلون من الذكور دون وجود شريكة وكانت نسبة 38.8% من غير العائلات. تألفت نسبة 33.9% من أصل جميع الأسر من عدة أفراد يعيشون في نفس المنزل ونسبة 15.5% كانت تتألف من شخص يعيش بمفرده يبلغ من العمر 65 عاماً أو أكثر. وبلغ متوسط حجم الأسرة المعيشية 2.35، أما متوسط حجم العائلات فبلغ 3.01.
بلغ العمر الوسطي للسكان 36.6 عاماً. وكانت نسبة 24.8% من القاطنين تحت سن الثامنة عشر، وكانت نسبة 8% بين الثامنة عشر والرابعة والعشرين عاماً، ونسبة 23.7% كانت واقعةً في الفئة العمرية ما بين الخامسة والعشرين والرابعة والأربعين عاماً، ونسبة 20.5% كانت ما بين الخامسة والأربعين والرابعة والستين، ونسبة 15.5% كانت ضمن فئة الخامسة والستين عاماً فما فوق. يوجد لكل 100 أنثى 88.8 ذكر، ويوجد لكل 100 أنثى في الثامنة عشر من عمرها فما فوق 83.8 ذكر.
بلغ متوسط دخل الأسرة في المدينة 30,431 دولارًا، أما متوسط دخل العائلة فبلغ 39,308 دولارًا. وكان متوسط دخل الذكور 31,027 دولارًا مقابل 22,303 دولارًا للإناث. وسجل دخل الفرد الخاص بالمدينة 16,476 دولارًا. وكانت نسبة 13.4% من العائلات ونسبة 18.1% من السكان تحت خط الفقر، وكان من هؤلاء نسبة 27.1% تحت سن الثامنة عشر ونسبة 10.5% في الخامسة والستين من العمر وما فوق.

### تعداد عام 2010
بلغ عدد سكان دانفيل 33,027 نسمة بحسب تعداد عام 2010، وبلغ عدد الأسر 12,843 أسرة وعدد العائلات 7,779 عائلة مقيمة في المدينة. في حين سجلت الكثافة السكانية 704.1 نسمة لكل كيلومتر مربع (1,823.6/ميل2). وبلغ عدد الوحدات السكنية 14,719 وحدة بمتوسط كثافة قدره 313.8 لكل كيلومتر مربع (812.7/ميل2).
وتوزع التركيب العرقي للمدينة بنسبة 62.54% من البيض و30.17% من الأمريكيين الأفارقة و0.28% من الأمريكيين الأصليين و1.21% من الأمريكيين ذوي الأصول الآسيوية و0.02% من سكان جزر المحيط الهادئ و2.33% من الأعراق الأخرى و3.46% من عرقين مختلطين أو أكثر و6.52% من الهسبانيون أو اللاتينيون من أي عرق.
بلغ عدد الأسر 12,843 أسرة كانت نسبة 31.8% منها لديها أطفال تحت سن الثامنة عشر تعيش معهم، وبلغت نسبة الأزواج القاطنين مع بعضهم البعض 35.6% من أصل المجموع الكلي للأسر، ونسبة 19.7% من الأسر كان لديها معيلات من الإناث دون وجود شريك،  بينما كانت نسبة 5.2% من الأسر لديها معيلون من الذكور دون وجود شريكة وكانت نسبة 39.4% من غير العائلات. تألفت نسبة 34.5% من أصل جميع الأسر من عدة أفراد يعيشون في نفس المنزل ونسبة 14.3% كانت تتألف من شخص يعيش بمفرده يبلغ من العمر 65 عاماً أو أكثر. وبلغ متوسط حجم الأسرة المعيشية 2.38، أما متوسط حجم العائلات فبلغ 3.06.
بلغ العمر الوسطي للسكان 36.1 عاماً. وكانت نسبة 25.6% من القاطنين تحت سن الثامنة عشر، وكانت نسبة 9.1% بين الثامنة عشر والرابعة والعشرين عاماً، ونسبة 25.4% كانت واقعةً في الفئة العمرية ما بين الخامسة والعشرين والرابعة والأربعين عاماً، ونسبة 24.9% كانت ما بين الخامسة والأربعين والرابعة والستين، ونسبة 14.9% كانت ضمن فئة الخامسة والستين عاماً فما فوق. وتوزع التركيب الجنسي للسكان بنسبة 50% ذكور و50% إناث.

## أعلام
- أل شو
- ماثيو ستوفر
- رالف غراهام
- إسحاق كليمنتس
- دان تيري
- جيري فـان ديك
- نيد لوك
- موريس أنكروم
- بيل غارفيلد
- جوزيف تانر